# 유엘로지스
(주)유엘로지스는 대한민국의 택배회사이다.

## 역사
역사는 2002년 3월 출범한 '옐로우캡'으로부터 시작된다. 이후 KG케미칼이 2008년 옐로우캡을 인수해 'KG옐로우캡'으로 탄생한다. 2015년 동부그룹의 '동부익스프레스' 택배도 인수 통합해 'KG로지스'가 된다. 2017년 2월 KG로지스는 로젠택배로부터 'KGB택배'의 지분 100%를 사들이며 경영권을 인수하고 통합에 들어간 바 있다. KG로지스는 2016년 매출 2,230억 원, 시장점유율 4.2%를 기록하였다.
그러나 국토교통부가 2017년 11월 23일 발표한 '2017년 택배서비스 평가결과'의 일반택배분야에서는 KG로지스가 11개 택배회사 중 가장 낮은 등급을 기록했다. 개인과 개인간 배송이 C+등급, 업체와 개인간 배송이 C등급이 나온 것이다. 이러한 서비스 질 저하 등으로 인한 낮은 시장점유율로 시간이 갈수록 적자폭이 커졌고, 대한민국의 각 지역 택배영업소들과의 신뢰 부족 현상도 지속되었다. 결국 모회사인 KG이니시스는 2017년 대리점주 연합법인 '유엘로지스'에 KG로지스를 매각하며 KG그룹이 9년간 운영하던 택배사업을 접게 된다. 전국 택배영업소들과의 신뢰 부족이라는 이유도 매각의 원인이 되었다. 이로써 KG로지스는 새로운 브랜드인 '드림택배'로 출범하였다.

## 드림택배
케이지로지스가 유엘로지스로 상호 변경한 후 일부 존속하였던 KG로지스와 KGB택배 영업소들은 드림택배 주식회사를 설립했다. 유엘로지스는 드림택배에 1,500,000천원을 투자하여 15% 주식 지분을 취득하였다. 2018년 8월 8일 드림택배 최형규 대표이사는 사내 인트라넷을 통해 택배 영업을 중단하기로 했다고 공지하였고, 2018년 9월 30일 폐업하였다.